# Liste von Kampfmessern und Dolchen
Dies ist eine Liste von Kampfmessern und Dolchen, die für den polizeilichen oder militärischen Nahkampf und/oder für den polizeilichen oder militärischen Einsatz genutzt werden. Während historische Modelle hauptsächlich als Waffe dienten, liegt der Schwerpunkt moderner Kampfmesser in der Nutzung als Werkzeug. Oft beschafften sich Soldaten privat Jagdmesser, wenn sie mit den von offiziellen Stellen ausgeteilten Messern nicht zufrieden waren. Viele Messer kamen auch nur wegen Werbemaßnahmen der Messerfirmen durch private Beschaffungsmaßnahmen in den militärischen oder polizeilichen Dienst, obwohl ihr Design dem verwendeten Zweck nicht vollumfänglich entsprach.
In dieser Liste werden nur seriengefertigte Kampfmesser und Dolche aufgeführt. Andere Typen wie Kampfmesser-Bajonett-Kombinationen finden sich in der Liste von Kampfmesser-Bajonett-Kombinationen, bei dem Artikel Bajonett und entsprechenden Listen.
Eine Übersicht über militärische Blankwaffen findet sich in der Liste der Listen der Hieb-, Stich-, Schlag- und Stoßwaffen sowie in der Kategorie:Militärische Klingenwaffe.

## Liste
| Bezeichnung                                                                                     | Bild                                | Herkunftsland |
| ----------------------------------------------------------------------------------------------- | ----------------------------------- | --- |
| AB-0200 (Chuchillo de Combate de Fabricaciones Miitares Modelo AB-0200)                         |                                     | Argentinien, 1970er, Small Arms Factory Domingo Matheu in Rosario (DGFM), Provinz Santa Fe, Scheiden in braun, grün, tarnfarben |
| Advanced Combat Knife                                                                           |                                     | Deutschland, Eickhorn-Solingen GmbH |
| A-F-knive (Applegate-Fairbairn-Messer)                                                          | Applegate-Fairbairn Combat II Knife | Vereinigte Staaten, von Colonel Applegate in Zusammenarbeit mit Messermachern entworfen, um die Schwächen des FS-Dolches, wie schwache Spitze, die leicht unter Belastung brach, und das die Klingenstellung nicht durch den Griff in der Hand ertastet werden kann, wodurch Soldaten versehentlich versuchten, mit der flachen Seite der Klinge Gewebe zu durchtrennen. wettzumachen. Ob der Entwurf gelungen ist, steht auf einem anderen Blatt. Das AF-Knive dient bzw. diente als Blankwaffe bundesdeutscher Spezialeinheiten, dem SEK, dem KSK, Fernspählehrkompanie 200, Kampfschwimmer |
| Arditidolch                                                                                     |                                     | Italien, verkürztes Bajonett, um ein improvisiertes Kampfmesser zu schaffen. Die Waffe wurde von den Soldaten des Königlich Italienischen Heers für den Nahkampf verwendet. Teilweise wird sie auch als italienisches Kampfmesser Modell 1916 bezeichnet. |
| Corvo-Dolch                                                                                     |                                     | FAMAE, Chile gebogener Dolch, der von Chilenischen Soldaten benutzt wird. |
| Cuchillo de Paracaidista                                                                        |                                     | Argentinien Argentinisches Fallschirmspringermesser mit Schlagring. |
| BC 41                                                                                           | Commando knife BC 41                | Vereinigtes Königreich, das BC 41 ist eine kombinierte Waffe aus Schlagring und Messer und wird als Grabendolch eingestuft. Die Waffe wurde von Britischen Commandos im Zweiten Weltkrieg vor der Einführung des Fairbairn-Sykes-Commando-Dagger genutzt. Manche Modelle des BC 41 haben am Griffende keinen vierten Fingerring, um bei Messerhaltung zum Stich von oben den Zeigefinger frei zum Bedienen eines Gewehrs zu haben. |
| Belgian Fighting Knife I WW (hatte auch Trainingsvariante deren „Klinge“ in den Griff einfährt) |                                     | Belgien, erster Weltkrieg |
| Bundeswehrkampfmesser (eigentlich reines Feldmesser)                                            |                                     | Deutschland, das Bundeswehrkampfmesser ist das ehemalige Standardmesser, und reines Feldmesser (also nicht für den Nah-Kampf ausgelegt) der deutschen Bundeswehr und wurde ab 1968 an die Truppe ausgegeben. Ab 2003 führte die Bundeswehr das KM 2000 von Eickhorn als Nachfolgemodell ein. |
| Demag Grabendolch                                                                               |                                     | Deutsches Reich, der Demag Grabendolch ist eine Produktionsvariante eines im Ersten Weltkrieg typisierten deutschen Grabendolches, der in gleicher Bauart von mehreren Herstellern produziert wurde. Diese Bauart wurde neben weiteren Bauarten von Grabendolchen an die Truppen des Deutschen Heers ausgegebenen und als Kampfmesser und Gebrauchsgegenstand im Stellungskrieg verwendet. Die Messer und Dolche dieser Bauart gab es sowohl ein als auch zweischneidig. |
| Clou français                                                                                   |                                     | Frankreich Der clou français (frz. für französischer Nagel) ist eine im Ersten Weltkrieg entwickelte vereinfachte Variante des Kampfmessers. Die Waffe wurde von den Soldaten der französischen Armee für den Nahkampf verwendet. Es handelt sich um eine aus Stahl gefertigte einfache Stichwaffe. Sie gilt als Gegenstück zum deutschen Grabendolch. Als Grundlage dienten Stacheldrahthalter, diese bestanden aus Stahlstäben. Unter Erhitzung ergänzte man einen Griff und versah sie mit einer Spitze. Die sehr einfache Waffe galt als Notlösung und wurde ab 1916 durch das neu entwickelte Couteau Poignard Mle 1916 abgelöst.                                                                                       |
| Couteau Poignard Mle 1916                                                                       |                                     | Frankreich Das Couteau Poignard Mle 1916 ist ein im Ersten Weltkrieg entwickeltes Kampfmesser, ein sog. Grabendolch. Die Waffe wurde von den Soldaten der französischen Armee für den Nahkampf verwendet. Teilweise wurde die Waffe auch Le Vengeur de 1870 (frz. für: der Rächer für 1870) genannt. Die Waffe wurde 1916 eingeführt, löste den Clou français und das Poignard de tranchée Mle 1915 ab und blieb bis 1939 in Verwendung. Die Klinge ist das Vorbild des US-Kampfmessers Mark I. |
| Dolchmesser Muster 1917                                                                         |                                     | Österreich-Ungarn Das Dolchmesser Muster 1917, häufig auch Dolchmesser M17 oder Kampfmesser 1917 genannt, ist ein im Ersten Weltkrieg entwickeltes Kampfmesser. Die Waffe wurde von den Soldaten der k.u.k. gemeinsamen Armee für den Nahkampf verwendet. |
| Extrema Ratio Col. Moschin                                                                      |                                     | Italien Messer der Italienischen Incursore (Angriffsfallschirmjäger) 9. Parachute Assault Regiment „Col Moschin“ |
| Extrema Ratio Fulcrum                                                                           |                                     | Italien Einsatz als italienische Infanterie-Standardausrüstung (experimentell) während der italienischen Mission „Nibbio“ in Afghanistan |
| Extrema Ratio S 2 G.O.I.                                                                        |                                     | Italien Messer der Italienischen Marine Spezialeinheiten |
| Facon Gaucho-Messer                                                                             |                                     | Argentinien, Brasilien, Uruguay |
| Fältkniv FM64                                                                                   |                                     | Feldmesser der Schwedischen Armee |
| FS-knive (Fairbairn-Sykes-Commando-Dagger)                                                      |                                     | Wilkinson Sword, William Rodgers in Sheffield und andere Vereinigtes KönigreichDer Fairbairn-Sykes-Commando-Dagger (kurz: F-S knife oder F-S dagger) ist ein zweischneidiges Kampfmesser. Es wird unter der NATO-Versorgungsnummer 1095 99 963 2037 geführt. Entworfen im Zweiten Weltkrieg von den Briten Fairbairn und Eric Anthony Sykes. Firmen wie Eickhorn (FS 2000), Al Mar (mit Sägezahnung im unteren Bereich), Extrema Ratio (EK Commando, Herring) oder Fox Knives (Fox Fairbairn-Sykes Walnut) in Italien werfen Abwandlungen oder Visionen des FS-Knives auf den Markt, daneben gibt es auch günstigere Nachbauten des FS-Dolches.                                                                              |
| Französisches Kampfmesser aus WWI                                                               |                                     | Frankreich |
| Gerber Mark I (Stiefeldolchversion von Mark II)                                                 |                                     | Vereinigte Staaten (Stiefeldolchversion von Mark II) |
| Gerber Mark II                                                                                  | Gerber Mark II                      | Vereinigte Staaten Das Gerber Mark II wurde im Vietnamkrieg von Soldaten der Streitkräfte der Vereinigten Staaten getragen und war neben dem KA–BAR-Messer das beliebteste. Das Messer war nicht Bestandteil der offiziellen Ausrüstung und musste privat beschafft werden. |
| Glock Feldmesser Feldmesser 78 und Feldmesser 81                                                | Glock Feldmesser FM 78 noBG         | Österreich Das Glock Feldmesser ist ein österreichisches Feldmesser. Es wird von der Firma Glock, die hauptsächlich für ihre Pistolen bekannt ist, in den Ausführungen Feldmesser 78 und Feldmesser 81 hergestellt und vom Bundesheer sowie weiteren Nationen verwendet. Es kann auch als Bajonett für das Steyr AUG und das Sturmgewehr 58 verwendet werden. Die dänische Version trägt die Bezeichnung Feltkniv M/96. In Österreich wird das Messer auch Bundesheermesser genannt. Es trägt die NATO-Versorgungsnummer NSN1095-22-262-1779. |
| Infanteriemesser 42                                                                             |                                     | Deutsches Reich |
| Italienisches (Fascist) M.V.S.N. Kampfmesser                                                    |                                     | Italien, ab 1920er |
| KA-BAR Varianten (leichte Unterschiede)                                                         |                                     | Vereinigte Staaten Das KA-BAR, genauer „US Navy and Marine Corps Utility Knife MKII“ ist ein Kampf- und Allzweckmesser, welches seit dem Zweiten Weltkrieg bei den US-amerikanischen Streitkräften im Einsatz ist. Es gibt viele Nachbauten mit leichten Unterschieden, so z. B. das Fox Knives Military, Ontario Marine Combat Knive etc. |
| Khukuri/Kukri                                                                                   |                                     | Ursprung: Nepal heute ganze Welt, Haumesser, welches seit 1903 von den britischen Gurkha-Fremdenlegionen benutzt wird. (Im Bild Kukris britischer Gurkha-Truppen von Mark I (oben) bis Mark V (unten) dem heutigen Haumesser der britischen Gurkha-Truppen.) |
| KM 2000                                                                                         |                                     | Eickhorn, Deutschland Das KM 2000 ist das aktuelle Kampfmesser der Bundeswehr. |
| M3-Grabenmesser/M3 trenchknife                                                                  |                                     | Vereinigte Staaten Das M3-Kampfmesser, englisch M3 fighting knife, oder M3 trenchknife, zu deutsch M3-Grabenmesser, war von 1943 bis in die 1950er Jahre das Kampfmesser der US-Soldaten. |
| MACV-SOG Operation Shining Brass-Knife                                                          |                                     | Vereinigte Staaten |
| Marine Raider Stiletto                                                                          |                                     | Vereinigte Staaten Das Marine Raider Stiletto ist ein dem Fairbairn-Sykes-Commando-Dagger nachempfundenes schlankes, dolchförmiges Kampfmesser. Da sich die Aluminium-Zink-Griffe mit der Zeit an der Luft zersetzen, da sie spröde werden, sind unbeschädigte Originale des Marine Raider Stilettos heute eine Rarität. Das Marine Raider Stiletto wurde während des Zweiten Weltkriegs an die Marine Raiders und das 1. Canadian Parachute Battalion ausgegeben. |
| Mark 1 (Grabendolch)                                                                            |                                     | Vereinigte Staaten Das Mark 1 ist ein Grabendolch der US-amerikanischen Streitkräfte aus dem Jahr 1918. Die Waffe kam im Ersten Weltkrieg nicht mehr zum Einsatz und wurde erst 1943 durch das M3-Grabenmesser abgelöst. |
| Middle East Commando Knife (mehrere Versionen)                                                  |                                     | Ägypten, Gemacht in den Basaren von Ägypten oft aus deutschen Bajonett M98/05-Klingen. Dieses Messer wurde von den Chindits, britisch-indischen Kämpfertruppen, sowie dem 50., 51. and 52. Commando der Briten genutzt. |
| NVA Kampfmesser M1966 (KM66)                                                                    |                                     | Deutsche Demokratische Republik, VEB Fahrzeug- und Jagdwaffenwerk „Ernst Thälmann“, Suhl, DDR, hergestellt 1966 – 1989, Klingenmaterial Stahl, phosphatiert, Griffmaterial: Kunststoff, Klingenlänge: 15 cm, Gesamtlänge: 27 cm, Holster: Stahlblech, Griff bis zu einer Spannung von 500 Volt isoliert |
| Ontario Mark 3                                                                                  |                                     | Vereinigte Staaten Feld- und Kampfschwimmermesser der US-Armee, das Ontario Mark 3 Navy (MK III) ist ein Feldmesser aus US-amerikanischer Fertigung. Das Messer wird u. a. von der US Navy und den Navy SEALs verwendet. Es trägt die NATO-Versorgungsnummer NSN 1095-00-391-1056. Für das Messer wird Stahl der Güte 440a verwendet. Die Klingenform wurde im Laufe der Zeit optimiert und erhielt eine andere Geometrie. Dies lag daran, dass die Spitze bei Hebelarbeiten in der Vergangenheit zu häufig abgebrochen ist. |
| Puukko (Einsatz im sowjetisch-finnischen Winterkrieg)                                           |                                     | Finnland Finnendolch oder Finn(en)messer (finnisch und finnlandschwedisch puukko) ist ein traditionelles Allzweckmesser aus Finnland. |
| Randal Model 1                                                                                  |                                     | Vereinigte Staaten, Zweiter Weltkrieg |
| Randall Model 14, und 18 (mit Rückensäge)                                                       |                                     | Vereinigte Staaten, Vietnamkrieg, Griff Micarta, mit und ohne Fingermulden |
| Riflemans Knife von 1849                                                                        |                                     | Vereinigte Staaten, 1849 |
| SA-Dienstdolch                                                                                  |                                     | Deutsches Reich Der SA-Dienstdolch gehörte ab 1933 zur Ausstattung der Uniformen der SA. |
| Stormdolk                                                                                       |                                     | Niederlande Der Stormdolk (deutsch Sturmdolch) ist eine von der niederländischen Armee genutzte Stichwaffe, die im Ersten Weltkrieg als Grabendolch eingeführt wurde. |
| Soviet NKVD knife                                                                               |                                     | Sowjetunion |
| Soviet NR-40 combat knife                                                                       |                                     | Sowjetunion |
| SOG Knife                                                                                       |                                     | Vereinigte Staaten, von SOG Specialty Knives, Mehrere Versionen, S1 Bowie, von den US-Army Special Forces, SOG S2 Trident zum Beispiel im Einsatz bei den Navy-Seals, Recon Bowie |
| SOG Seal Knife 2000                                                                             |                                     | Vereinigte Staaten, von SOG Specialty Knives, Kampfmesser der US-amerikanischen Kampfschwimmer. Griff: Zytel, Klinge: AUS-6 (grau pulverbeschichtet), Gesamtlänge: ca. 31,1 cm, Klingenlänge: 17,8 cm., Klingenstärke: 0,635 cm, Gewicht: 357 g, Bemerkung: Hergestellt in Seki von 1995 bis 2006 oder 2007, zuerst in 440A-Stahl und mit Nylon-Scheide, dann in AUS-6 mit Kydex. |
| New Zealand 28. Maori Batallion fightig knife                                                   |                                     | Neuseeland |
| NR-43 (Kampfmesser)                                                                             |                                     | Sowjetunion Das NR-43-Kampfmesser (russisch нож разведчика образца 1943 года, НР-43 Aufklärungsmesser Modell 1943) ist ein Kampfmesser der Roten Armee. Heutzutage wird es von den russischen Streitkräften verwendet. Der Spitzname Kirsche (russisch Вишня) rührt von der Herstellermarke auf der Klinge, einem kyrillischen „R“ („Р“), das im Schriftsatz des Herstellers einer Kirsche am Stiel ähnelt. |
| Nóż wojskowy wz. 98                                                                             |                                     | Polen Das Nóż wojskowy wz. 98 (polnisch für Militärmesser Muster 98), teilweise auch Gerlach wz 98 ist ein Feldmesser des Herstellers Gerlach. Es wurde in den 1990er Jahren entwickelt und kommt bei der polnischen Armee zum Einsatz. |
| Parazonium                                                                                      |                                     | Griechenland u. Römisches Reich Ein Parazonium (von altgriechisch παραζώνιος parazṓnios, deutsch ‚an der Seite des Gürtels hängend‘) ist ein römischer Dolch griechischen Ursprungs mit einer spitz zulaufenden Klinge. Er wurde in der römischen Legion vor allem vom Offiziersstab als Zweitwaffe neben dem Gladius verwendet und war der Vorläufer des Pugios. |
| Poignard de tranchée Mle 1915                                                                   |                                     | Frankreich Poignard de tranchée Mle 1915 ist ein im Ersten Weltkrieg entwickeltes improvisiertes Kampfmesser, ein sog. Grabendolch. Die Waffe wurde von den Soldaten der französischen Armee für den Nahkampf verwendet. Die Waffe sollte das behelfsmäßige Clou français ablösen und wurde schon 1916 durch das Couteau Poignard Mle 1916 ersetzt. |
| Kampfmesser WZ.55 (VR Polen) Nóż szturmowy Wojska Polskiego wz. 55                              |                                     | Polen, Fabryka Broni „Łucznik“ Radom, Klingenmaterial: Stahl, rostfrei, Griffmaterial: Holz, Klingenlänge: 16 cm, Gesamtlänge: 27 cm, Gewicht des Messers: 157 g, Holster: Metallblech |
| Pugio                                                                                           |                                     | Römisches Reich Der Pugio ist ein römischer Dolch. Er wurde von den Legionären im antiken Rom als Zweitwaffe getragen. |
| RBD (R. Beauchamp Drummond Esq.) Hunting Knife von 1869                                         |                                     | Wilkinson Sword, Vereinigtes KönigreichEin privat von britischen Soldaten beschafftes Kampfmesser (eigl. Jagdmesser). |
| Red Army combat knife Soviet Union, WWII                                                        |                                     | Sowjetunion |
| Robbins Dudley Punch Dagger                                                                     |                                     | Robbins-Dudley Company, Vereinigtes KönigreichPrivat beschaffter Stoßdolch britischer Soldaten im Ersten Weltkrieg. |
| Robbins Dudley three-finger hilt dagger                                                         |                                     | Robbins-Dudley Company, Vereinigtes KönigreichPrivat beschaffter Dolch britischer Soldaten im Ersten Weltkrieg. |
| Robbins Dudley Curved Blade Fighting Knife                                                      |                                     | Robbins-Dudley Company, Vereinigtes KönigreichPrivat beschaffter Dolch britischer Soldaten im Ersten Weltkrieg. |
| Robbins Dudley Kris Daggger                                                                     |                                     | Robbins-Dudley Company, Vereinigtes KönigreichPrivat beschaffter Dolch britischer Soldaten im Ersten Weltkrieg. |
| Smatchet (Waffe)                                                                                |                                     | Vereinigtes KönigreichDas Smatchet ist ein schweres Kampfmesser. Es wurde im Vereinigten Königreich zur Zeit des Zweiten Weltkriegs für Kommandoeinheiten entwickelt und im kleinen Umfang verwendet. Das Konzept des Smatchet wurde in den 1980er-Jahren wieder kommerziell aufgenommen. Die Wirksamkeit wird diskutiert, William E. Fairbairn pries das Messer als Ideale Nahkampfwaffe, wohl auch wegen finanziellen Aspekten: für das bekanntere FS-Knife konnte er sich die Rechte nicht rechtzeitig sichern, da ein Brief zu spät eintraf. Aufjedenfall bildete das Smatchet ein Foto-Reifes Messer, mit dem für die Kamera posiert wurde, um einen Mythos der britischen Kommandos zu erzeugen und zu unterstreichen. |
| U.S. M-1909 Bolo Knive                                                                          |                                     | Springfield Armory, Vereinigte Staaten |
| U.S. 1910-1917 Bolo Versionen                                                                   |                                     | M-1910 Bolo Knife von Springfield Armory, von welcher Firma/Fabrik die anderen? Vereinigte Staaten |
| U.S Rangers Knuckle duster fighting knife                                                       |                                     | Vereinigte Staaten |
| U.S. M1917                                                                                      |                                     | Vereinigte Staaten Das U.S. M1917 trench knife teilweise auch knuckle duster ist ein Grabendolch aus amerikanischer Fertigung aus dem Jahr 1917 mit dreikantiger Stiletttklinge. Die Waffe kam im Ersten Weltkrieg zum Einsatz. |
| U.S. M1918                                                                                      |                                     | Vereinigte Staaten Nachfolger des U.S. M1917. |
| United Kingdom Special Forces Knife (UK-SFK Dolch)                                              |                                     | Vereinigtes Königreich Der Dolch Britischer Spezialeinheiten. Das Design wurde einem Entwurf Brent “Besh” Besharas für ein Kampfmesser mit der von ihm Patentierten Klingengeometrie Besh Wedge entlehnt, der UK-SFK Dolch hat allerdings eine normale Dolchklinge, und nur die Grifform wurde von Brent Beshara übernommen. |
| Uton vz. 75                                                                                     |                                     | Tschechien Das Uton vz. 75 (vz. = vzor, tschechisch für Muster) ist ein Feldmesser des Herstellers Mikov. Es wurde 1973 entwickelt und kam bei den Fallschirmjägern der tschechoslowakischen Armee zum Einsatz. Aktuell wird es von den Streitkräften der Tschechischen Republik, den Streitkräften der Slowakischen Republik sowie verschiedenen Polizeieinheiten beider Länder eingesetzt. |
| V-42 Stiletto                                                                                   |                                     | Case, Vereinigte Staaten Das V-42 Stiletto ist ein kanadisch/amerikanisches Kampfmesser, das als Stichwaffe konzipiert wurde. Das V-42 wurde während des Zweiten Weltkrieges in erster Linie von Offizieren der First Special Service Force, eine amerikanisch-kanadische Spezialeinheit, entworfen. Der kommandierende Offizier Robert T. Frederick wünschte sich ein Nahkampfmesser für seine Leute. Frederick orientierte sich dabei am Fairbairn-Sykes-Dolch, den er aus seiner Zeit im Vereinigten Königreich kannte. |
| V-44 Survival Bowie Knive                                                                       |                                     | Vereinigte Staaten, Zweiter Weltkrieg. |
| Wasp Knife                                                                                      |                                     | Vereinigte Staaten Ein Wasp Injection Knife (auch Wasp Knife oder Injektionsmesser) ist ein Spezialmesser aus den Vereinigten Staaten, in dessen Griff eine Gaspatrone verbaut ist, um größeren Gewebeschaden anzurichten. |
| Nóż wojskowy wz. 98                                                                             |                                     | Polen Das Nóż wojskowy wz. 98 (polnisch für Militärmesser Muster 98), teilweise auch Gerlach wz 98 ist ein Feldmesser des Herstellers Gerlach. Es wurde in den 1990er Jahren entwickelt und kommt bei der polnischen Armee zum Einsatz. |
| Z Special Knife                                                                                 |                                     | Vereinigtes Königreich Zweischneidige Version des BC 41 und ebenso von Britischer Seite aus dem Zweiten Weltkrieg. |
| 6X9                                                                                             |                                     | KAMPO, Russland |